# Condado de Bungoma
El condado de Bungoma es un condado de Kenia. Se sitúa al oeste del país, en la antigua provincia Occidental. Es fronterizo con Uganda. Su capital es Bungoma. Otras localidades importantes son Kimilili y Webuye. La población total del condado es de 1 375 063 habitantes según el censo de 2009.

## Política
Políticamente, en los últimos 17 años ha dominado el condado Ford-Kenya, el partido anteriormente dirigido por Wamalwa Kijana. A través de este partido la comunidad ha participado en la política nacional. Más recientemente, vecinos del condado han pasado a ser miembros del parlamento por diversos partidos. Actualmente, las figuras políticas más notables incluyen el gobernador Kenneth Lusaka, el senador Moisés Wetangula, entre otros.

## Población
Aunque su población es de 1.4 millones, hay mucho paro rural, lo que ha provocado presión sobre la tierra y otros recursos naturales.

## ONG
Hay un gran número de organizaciones no gubernamentales actualmente trabajando en Bungoma, como One Acre Found.

## Educación
La universidad principal en el área es la Universidad de Kibabii, creada en 2015. Se sitúa a unos 10 km de Bungoma capital.

## Servicios y urbanización
- Urbanización: 21,7%
- Alfabetización: 60,5%
- Escolarización: 87,6%
- Carreteras asfaltadas: 6%
- Carreteras aceptables: 46,7%
- Electricidad accesible: 4,5&
- Ratio de pobreza: 52,9%

Fuente: USAid Kenya

## Administración
| Autoridades locales (consejos)                                            |           |            |              |
| Autoridad                                                                 | Tipo      | Población* | Pob. urbana* |
| Bungoma                                                                   | Municipio | 60,650     | 44,196       |
| Kimilili                                                                  | Municipio | 71,299     | 10,261       |
| Webuye                                                                    | Municipio | 48,806     | 19,606       |
| Malakisi                                                                  | Ciudad    | 38,004     | 3,762        |
| Sirisia                                                                   | Ciudad    | 22,703     | 822          |
| Bungoma Condado                                                           | Condado   | 635,029    | 10,852       |
| Total                                                                     | -         | 876,491    | 89,499       |
| * 1999 censo. Fuente: Archivado el 1 de marzo de 2020 en Wayback Machine. |           |            |              |

| Divisiones administrativas |            |              |          |
| División                   | Población* | Pob urbana.* | Sede     |
| Bumula                     | 129,011    | 500          | Bumula   |
| Central                    | 60,605     | 513          | Nalondo  |
| Chwele                     | 41,174     | 2,677        | Chwele   |
| Kanduyi                    | 163,568    | 38,407       | Bungoma  |
| Kimilili                   | 96,674     | 9,631        | Kimilili |
| Malakisi                   | 36,042     | 3,341        | Malakisi |
| Ndivisi                    | 57,336     | 1,905        | Ndivisi  |
| Sirisia                    | 44,088     | 769          | Sirisia  |
| Tongaren                   | 133,296    | 5,313        | Nairiti  |
| Webuye                     | 114,697    | 18,257       | Webuye   |
| Total                      | 876,491    | 109,490      | -        |
| * Censo de 1999. Fuentes:  |            |              |          |

El condado tiene cinco distritos electorales:
- Kimilili
- Webuye
- Sirisia
- Kanduyi
- Bumula
- Mt. Elgon